# Coppa di Francia 2016-2017 (calcio femminile)
La Coupe de France féminin 2016-2017 è stata la 16ª edizione della Coppa di Francia riservata alle squadre femminili. La finale si è svolta allo Stade de la Rabine di Vannes ed è stata vinta dall'Olympique Lione per la settima volta nella sua storia e sesta consecutiva contro il Paris Saint-Germain ai calci di rigore per 6-7 dopo che i tempi regolamentari si erano conclusi per 1-1.

## Fase regional e
Le squadre appartenenti ai campionati regionali si sfidano per prime in gare ad eliminazione diretta a partire dal 20 novembre 2016.

## Fase federale

### Primo turno
Si aggiungono alle squadre rimanenti dal turno precedente le 36 squadre appartenenti al campionato Division 2 e si sfidano in gare ad eliminazione diretta.
Le gare si svolgono a partire l'11 dicembre 2016.
| Squadra 1                  | Risultato       | Squadra 2                        |
| -------------------------- | --------------- | -------------------------------- |
| ASM Belfort                | 3 - 0           | US Saessolsheim                  |
| Strasburgo                 | 0 - 3           | AS Musau Strasbourg              |
| CS Mars Bischheim          | 5 - 0           | Saint-Nabord AS                  |
| Baccarat SC                | 0 - 14          | Metz ESAP                        |
| US Saint-Vit               | 3 - 3 (3-2 dtr) | FC Oberhergheim                  |
| Vendenheim                 | 3 - 0           | Digione                          |
| Ramatuelle FC              | 1 – 2           | Lattes AS                        |
| SC Toulon                  | 0 - 1           | Nîmes                            |
| Perpignan EF               | 1 - 2           | FC Rousset Sainte-Victoire       |
| Montauban                  | 9 - 0           | Sud FC                           |
| RC Eaunes                  | 0 - 9           | Tolosa                           |
| Montpellier ASPTT          | 0 - 2           | AS Muretaine                     |
| Thouars Foot               | 1 – 5           | Eysines ES                       |
| Tours                      | 1 - 1 (4-2 dtr) | Aurillac Arpajon                 |
| Joué-les-ToursT            | 1 - 7           | FCE Arlac                        |
| Bergerac Foot              | 0 – 5           | La Roche-sur-Yon                 |
| Bourges 18                 | 3 - 1           | Clermont Foot                    |
| ESTC Poitiers              | 3 - 2           | Limoges LF                       |
| Rennes ASPTT               | 0 - 3           | Ploërmel FC                      |
| Rezé AEPR                  | 1 - 8           | Plérin FC                        |
| CPBB Rennes                | 0 - 2           | FC Lorient                       |
| Nantes                     | 2 - 2 (5-4 dtr) | Quimper Cornouaille              |
| Orvault                    | 2 – 3           | US Saint-Malo                    |
| Sainte-Luce-sur-Loire US   | 1 - 4           | Stade brestois                   |
| Condéen                    | 1 - 4           | Rouen                            |
| Montigny                   | 3 - 5           | FA Laval                         |
| AS Bruyères-le-Châtel      | 0 - 5           | FC Flers                         |
| FC Sablé                   | 1 - 3           | Caen AG                          |
| Parisis FC                 | 1 - 0           | Évreux                           |
| Baugé EA                   | 1 - 2           | Le Mans                          |
| Évry FC                    | 2 - 0           | Saint-Memmie Olympique           |
| ES Seizième                | 1 - 1 (3-4 dtr) | FC Domont                        |
| Val d'Orge                 | 3 – 2           | Stade Reims                      |
| Racing Colombes            | 1 - 5           | Nancy                            |
| ES Custines Malleloy       | 0 - 5           | VGA Saint-Maur                   |
| Amnéville CSO              | 1 - 1 (5-4 dtr) | Troyes AC                        |
| CC Taverny                 | 0 – 1           | FCF Rouen Plateau Est            |
| Bully-les-Mines ES         | 0 - 7           | Lilla                            |
| Dainville FC               | 2 - 3           | Beauvais AS                      |
| Péronne CAFC               | 2 – 1           | Leers omnisports                 |
| Calais RUFC                | 3 – 1           | FCP Amiens Portugais             |
| Arras                      | 6 - 1           | US Boulogne CO                   |
| Saint-Omer US              | 0 - 4           | Hénin-Beaumont                   |
| FC Rueil-Malmaison         | 0 - 2           | FC Lilliers                      |
| CS Nivolas Vermelle        | 9 – 0           | Espoir Ceyrat                    |
| Chéran FC                  | 2 - 3           | FC Saint-Etienne                 |
| US Magland                 | 0 - 6           | Grenoble                         |
| Olympique de Valence       | 1 – 1 (3-4 dtr) | Caluire FF                       |
| Is -sur-Tille Réveil       | 0 – 3           | Le Puy Foot                      |
| Saint-Christol-lez-Alès AS | 1 - 5           | Yzeure                           |
| Chazay d’Azergues FC       | 7 - 0           | Olympique Saint-Julien Chapteuil |
| FCF Ambilly                | 5 – 0           | Monteux                          |

### Secondo turno
Nei Trentaduesimi di finale si aggiungono alle squadre rimanenti dal turno precedente 12 club del campionato Division 1.
Le gare si svolgono l'8 gennaio 2017.
| Squadra 1             | Risultato       | Squadra 2                  |
| --------------------- | --------------- | -------------------------- |
| Olympique Marsiglia   | 1 - 2           | Montpellier                |
| Nîmes                 | 1 - 2           | Rodez                      |
| FC Lorient            | 2 - 3           | Soyaux                     |
| Guingamp              | 6 - 0           | US Saint-Malo              |
| Rouen                 | 0 - 9           | FCF Juvisy                 |
| Saint-Étienne         | 3 – 0           | Vendenheim                 |
| ESTC Poitiers         | 0 – 7           | Bordeaux                   |
| Montauban             | 0 - 4           | ASPTT Albi                 |
| Bourges 18            | 0 - 19          | Paris Saint-Germain        |
| FCF Ambilly           | 0 – 8           | Olympique Lione            |
| Évry FC               | 0 - 10          | Metz                       |
| Lilla                 | 3 - 0           | Val d'Orge                 |
| Calais RUFC           | 3 - 2           | Caen AG                    |
| FA Laval              | 1 - 8           | Stade Brestois             |
| Lattes CS             | 0 – 1           | Tolosa                     |
| AS Muretaine          | 1 - 7           | Grenoble                   |
| Tours                 | 1 – 0           | Le Mans                    |
| Eysines ES            | 1 - 7           | La Roche-sur-Yon           |
| FCF Rouen Plateau Est | 1 - 5           | Arras                      |
| Nancy                 | 5 - 1           | Metz ESAP                  |
| AS Musau Strasbourg   | 0 - 5           | Yzeure                     |
| Amnéville CSO         | 0 – 13          | VGA Saint-Maur             |
| Chazay d’Azergues FC  | 0 - 2           | Le Puy Foot                |
| Beauvais AS           | 1 - 2           | Hénin-Beaumont             |
| FC Domont             | 3 - 2           | ASM Belfort                |
| CS Mars Bischheim     | 0 - 0 (1-4 dtr) | US Saint-Vit               |
| Caluire FF            | 0 – 1           | FC Rousset Sainte-Victoire |
| CS Nivolas Vermelle   | 1 - 2           | FC Saint-Etienne           |
| Ploërmel FC           | 1 – 3           | FCE Arlac                  |
| Péronne CAFC          | 1 - 3           | FC Flers                   |
| Parisis FC            | 0 - 7           | FC Lilliers                |
| Nantes                | 6 - 0           | Plérin FC                  |

## Sedicesimi di finale
Le gare si sono svolte il 29 gennaio 2017.
| Squadra 1        | Risultato       | Squadra 2                  |
| ---------------- | --------------- | -------------------------- |
| Yzeure           | 0 - 1           | Metz                       |
| US Saint-Vit     | 1 - 2           | FC Domont                  |
| Olympique Lione  | 5 - 0           | Grenoble                   |
| Nancy            | 1 - 3           | Saint-Étienne              |
| Montpellier      | 4 - 0           | Tolosa                     |
| Rodez            | 2 - 1           | ASPTT Albi                 |
| FCE Arlac        | 1 – 1 (3-2 dtr) | Le Puy Foot                |
| FC Saint-Etienne | 0 - 4           | FC Rousset Sainte-Victoire |
| Nantes           | 0 - 1           | Soyaux                     |
| Guingamp         | 4 - 2           | Stade brestois             |
| Tours            | 3 - 1           | FC Flers                   |
| La Roche-sur-Yon | 2 - 0           | Bordeaux                   |
| Lilla            | 1 - 6           | FCF Juvisy                 |
| Arras            | 0 – 5           | Paris Saint-Germain        |
| Hénin-Beaumont   | 3 - 1           | Calais RUFC                |
| FC Lilliers      | 1 – 2           | VGA Saint-Maur             |

## Ottavi di finale
Le gare si sono svolte il 19 febbraio 2017.
| Squadra 1                  | Risultato | Squadra 2           |
| -------------------------- | --------- | ------------------- |
| Metz                       | 1 - 3     | Rodez               |
| Guingamp                   | 0 - 5     | Olympique Lione     |
| FC Domont                  | 0 – 16    | Montpellier         |
| Tours                      | 0 - 11    | Paris Saint-Germain |
| FC Rousset Sainte-Victoire | 1 - 7     | Saint-Étienne       |
| Soyaux                     | 2 - 1     | VGA Saint-Maur      |
| La Roche-sur-Yon           | 2 - 4     | FCF Juvisy          |
| FCE Arlac                  | 2 - 4     | Hénin-Beaumont      |

## Quarti di finale
Le gare si sono svolte il 12 marzo 2017.
| Squadra 1       | Risultato       | Squadra 2           |
| --------------- | --------------- | ------------------- |
| Montpellier     | 0 - 1           | Saint-Étienne       |
| Olympique Lione | 6 - 0           | Rodez               |
| FCF Juvisy      | 1 - 1 (5-6 dtr) | Paris Saint-Germain |
| Hénin-Beaumont  | 1 - 0           | Soyaux              |

## Semifinali
Il sorteggio è stato effettuato nello stesso momento dei quarti di finale e le gare si sono svolte il 17 aprile 2017.
| Squadra 1           | Risultato | Squadra 2       |
| ------------------- | --------- | --------------- |
| Paris Saint-Germain | 4 - 1     | Saint-Étienne   |
| Hénin-Beaumont      | 0 – 10    | Olympique Lione |

## Finale
| Arbitro: | Solen Dallongeville |

|                                                             |                      |                                                               |
| Cristiane 7’                                                | Marcatori            | 34’ (rig.) Kumagai                                            |
| Delannoy Delie Périsset Formiga Paredes Boquete Diallo Sarr | Tiri di rigore 6 – 7 | Majri Le Sommer Renard Mbock Kumagai Marozsán Abily Hegerberg |

### Formazioni
| G            | 1  | Katarzyna Kiedrzynek |  | 90’ |
| D            | 4  | Laura Georges        |  |     |
| D            | 5  | Sabrina Delannoy     |  |     |
| D            | 15 | Irene Paredes        |  |     |
| C            | 12 | Ashley Lawrence      |  |     |
| C            | 17 | Ève Périsset         |  | 86’ |
| C            | 24 | Formiga              |  |     |
| C            | 26 | Grace Geyoro         |  | 72’ |
| C            | 28 | Shirley Cruz         |  | 82’ |
| A            | 10 | Cristiane            |  | 68’ |
| A            | 18 | Marie-Laure Delie    |  |     |
| Riserve:     |    |                      |  |     |
| P            | 16 | Loes Geurts          |  |     |
| D            | 3  | Laure Boulleau       |  |     |
| D            | 22 | Perle Morroni        |  |     |
| M            | 7  | Aminata Diallo       |  | 72’ |
| M            | 21 | Verónica Boquete     |  | 82’ |
| A            | 15 | Nataša Andonova      |  |     |
| A            | 27 | Ouleymata Sarr       |  | 68’ |
| Allenatore:  |    |                      |  |     |
| Patrice Lair |    |                      |  |     |

| G               | 30 | Méline Gérard      |  |     |
| D               | 3  | Wendie Renard      |  |     |
| D               | 7  | Amel Majri         |  |     |
| D               | 21 | Kadeisha Buchanan  |  |     |
| D               | 29 | Griedge Mbock      |  | 74’ |
| C               | 5  | Saki Kumagai       |  |     |
| C               | 10 | Dzsenifer Marozsan |  |     |
| C               | 23 | Camille Abily      |  |     |
| A               | 9  | Eugénie Le Sommer  |  |     |
| A               | 12 | Élodie Thomis      |  |     |
| A               | 14 | Ada Hegerberg      |  |     |
| Riserve:        |    |                    |  |     |
| P               | 16 | Sarah Bouhaddi     |  |     |
| D               | 8  | Jessica Houara     |  |     |
| D               | 17 | Corine Petit       |  |     |
| D               | 26 | Josephine Henning  |  |     |
| C               | 18 | Claire Lavogez     |  |     |
| C               | 27 | Caroline Seger     |  |     |
| A               | 24 | Mylaine Tarrieu    |  |     |
| Allenatore:     |    |                    |  |     |
| Gérard Prêcheur |    |                    |  |     |